# Comando Estratégico Operacional de la Fuerza Armada Nacional Bolivariana
El Comando Estratégico Operacional de la Fuerza Armada Nacional Bolivariana (CEOFANB) es el órgano de «planificación, programación, dirección, ejecución y control estratégico operacional conjunto de la fuerza armada de Venezuela» , depende directamente del Presidente de la República en su calidad de Comandante en Jefe de la Fuerza Armada Nacional Bolivariana. Delegando las labores administrativas al Ministerio del Poder Popular para la Defensa, además de las funciones políticas en materia de defensa que le son atribuibles como órgano del Ejecutivo Nacional.
El CEOFANB es el órgano encargado de la coordinación de los esfuerzos y empleo de los medios de los diferentes componentes de la Fuerza Armada Nacional Bolivariana (Ejército Bolivariano, Armada Bolivariana, Aviación Militar Bolivariana, Guardia Nacional Bolivariana y la Milicia Bolivariana). La jefatura de este organismo es ejercida por un general en jefe o almirante en jefe.
Su jurisdicción es todo el espacio geográfico de la nación y las áreas continentales, acuáticas y espaciales de acuerdo con los tratados suscritos y ratificados por la República Bolivariana de Venezuela, no viciados de nulidad. Su funcionamiento y organización se encuentra normado en el capítulo V (artículos 37-50) de la Ley Orgánica de la Fuerza Armada Nacional Bolivariana. La creación del CEOFANB en el año 2005 responde a la necesidad de materializar la doctrina de defensa venezolana denominada "Sistema Defensivo Territorial", que concibe la defensa nacional como un esfuerzo conjunto dentro de un espacio geográfico común. En este sentido, se crearon las Regiones Estratégicas de Defensa Integral (REDI), Zonas Operativas de Defensa Integral (ZODI) y Áreas de Defensa Integral (ADI). El actual comandante del CEOFANB, es el general en jefe Domingo Hernández Lárez.

## Historia
El Comando Estratégico Operacional de la Fuerza Armada Nacional Bolivariana, se fundó el 26 de septiembre de 2005, durante el segundo gobierno de Hugo Chávez. Sin embargo, este órgano es el resultado de un proceso de evolución institucional de las fuerzas armadas de Venezuela que se remonta a la década de los 60 del siglo XX.

### Centro de Operaciones Conjuntas (COC)
La primera de estas instancias se remonta al 16 de febrero de 1965, cuando se creó el Centro de Operaciones Conjuntas (COC). Centro que tenía las tareas de planificación, organización, coordinación, dirección, control y supervisión de las operaciones militares, todo ello bajo una única unidad de mando. Éste duró hasta el 16 de agosto de 1974, ocasión en que se transformó, bajo la Directiva EMC-003-001-74 en el Grupo de Planificación Operacional n.º 1, perteneciente a la Jefatura del Estado Mayor Conjunto. El COC nunca tuvo una figuración pública, por lo que no es fácil obtener detalles de su organización, sus comandantes y sus desempeños. Es de mencionar que dicho ente fue antecedido a su vez por una instancia llamada Comando Estratégico del Ejército, que operaba dentro de la III División de Infantería. Este Comando abarcaba actividades relacionadas con las operaciones de algunas unidades de carácter especial que se consideraban como de valor estratégico para la Defensa Nacional, como los Paracaidistas y los batallones de Cazadores. Tenía estrecha relación con el Comando Aéreo del Ejército. Su actividad se prolongó incluso hasta la aparición del CUFAN.

### Grupo de Planificación Operacional n.º1
Este Grupo incorporó la finalidad de la conservación, equipamiento, administración y la planificación de campaña. Con la publicación de una nueva Ley Orgánica de la Fuerza Armada Nacional se dieron las condiciones para que el Grupo de Planificación diera origen a los primeros Comandos Unificados, cuya activación fue decretada según Gaceta Oficial n.º 33.557 del 15 de octubre de 1986.
Esta transformación quedó recogida en el texto legal del modo siguiente:
- Artículo 1.º. Se elimina el Grupo de Planificación Operacional n.º 1.
- Artículo 2.º. Se crea el Comando Unificado n.º 1, con jurisdicción sobre el territorio Nacional, con la misión de formular los planes de campaña, conducir operaciones militares conjuntas, coordinar operaciones de otra índole, controlar las actividades relacionadas con la producción y comercialización de sustancias estupefacientes y psicotrópicas, con énfasis en caso de emergencia, situación de conmoción o catástrofe que puedan perturbar la paz de la República, de acuerdo a las instrucciones y órdenes que le impartan.

### Comando Unificado de la Fuerza Armada Nacional (CUFAN)
En el año 1987 apareció el Comando Unificado de la Fuerza Armada Nacional (CUFAN), cuya existencia llegaría hasta el 2005. Dicho ente tuvo la siguiente organización:
- Comando
- Ayudantía
- Segundo Comando y Jefatura de Estado Mayor
- Cuartel General
- División de Personal (C-1)
- División de Inteligencia (C-2)
- División de Operaciones (C-3)
- División de Logística (C-4)
- División de Asuntos Civiles (C-5)
- División de Comunicaciones (C-6)
- División de Operaciones Psicológicas
- División de Apoyo a la Administración Pública
- División de Subversión
- División contra el Narcotráfico

El CUFAN, como organismo, en comparación a sus predecesores fue más visible a la nación, pues llegó a tener un órgano institucional, la Revista Acción Conjunta, y abarcó instancias de carácter social y abierto, en especial cuando se dio su alianza con la Fundación Proyecto País, creada por decreto presidencial n.º 33 de 26 de febrero de 1999, a raíz del estado de emergencia producido por las vaguadas de ese año. Esta Fundación, tutelada por el Ministerio de la Defensa, duró más de siete años, tuvo por finalidad apoyar a los sectores de educación, salud, áreas sociales e infraestructura, ejecutado todo ello a través de los “Teatros de Operación Social” (27 en total). La Fundación se centró en temas como el desarrollo endógeno, el Plan Estratégico Nacional para la Defensa, Desarrollo y Consolidación del Sur, prestando especial atención a la preservación de los recursos naturales de los estados del sur de Venezuela, y veló por el derecho de los pueblos indígenas. Se destacó este organismo en la implementación del Plan Bolívar 2000.
Las funciones del CUFAN comprendían la planificación, conducción, evaluación y supervisión de planes de campaña para conducir operaciones militares conjuntas. Abarcó también lo relacionado con las contingencias por situaciones de emergencia, conmoción o catástrofe pública. Su visión fue: “...concebir y materializar la defensa militar de la Nación a través de la participación de los integrantes de la institución castrense en un plano de actuación estratégica operacional, con capacidad para contribuir al Desarrollo Nacional en todas las áreas asignadas según las necesidades de la colectividad”.

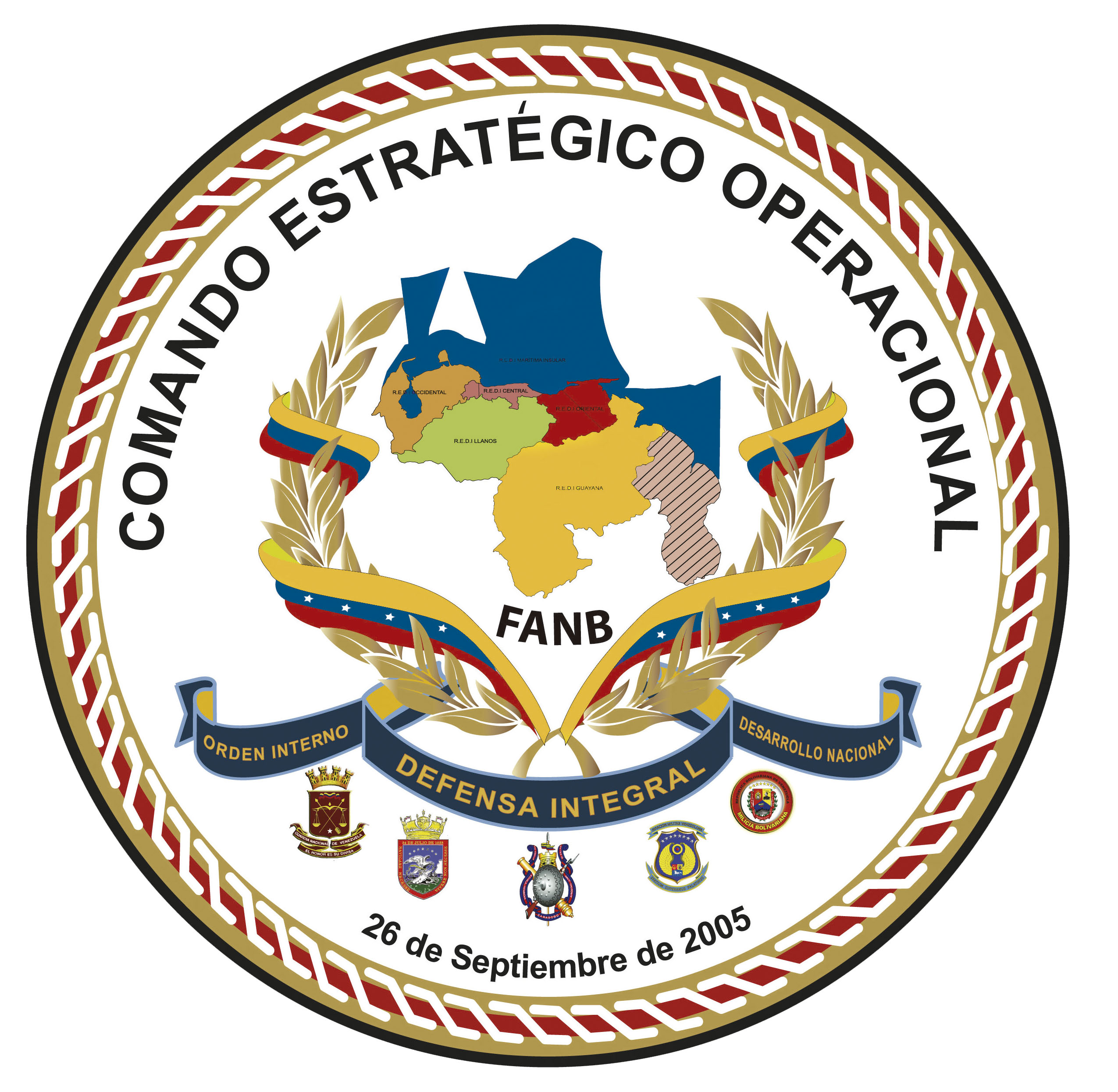
Segundo escudo del CEOFANB (en desuso)

Con el CUFAN se hace programática la actividad divulgativa relacionada con el concepto de la unión cívico-militar, siendo uno de sus propagadores más conspicuos el General de División Wilfredo Silva; de igual modo, la reorganización militar llevada a cabo bajo una nueva Ley Orgánica de la Fuerza Armada, aconteció bajo la dirección del CUFAN, lo cual abarcó la reestructuración de las unidades y la producción de nuevas doctrinas y formas de entrenamiento, a tono con el principio de corresponsabilidad de la Constitución Nacional de 1999. Tocaría a este organismo acometer hacia el 2006 la tarea de crear la Reserva y la Guardia Territorial.

### Comando Estratégico Operacional (CEOFANB)
El Comando Estratégico Operacional de la FANB tiene como misión, integrar, planificar, programar, dirigir, ejecutar, supervisar ejercer el comando y control de las operaciones en tiempo de paz o en estados de conmoción interior o exterior, en caso de conflicto interno o externo, con ámbito de actuación en el espacio geográfico de la Nación y en las áreas continentales, insulares, acuáticas y aeroespacial, conforme a los acuerdos o tratados suscritos y ratificados por Venezuela.

## Comandantes del CEOFANB
Desde la creación oficial han sido comandantes del CEOFANB los siguientes oficiales generales:
| N.º | Grado                                                | Apellidos y Nombres     | Tenia el cargo de                           | Inicio del Comando    | Fin del Comando       | Destino                                    |
| 1   | General de División                                  | Wilfredo Silva          |                                             | 2005                  | 2007                  |                                            |
| 2   | General de División (mayor general, general en jefe) | Jesús González González |                                             | 2007                  | 2009                  |                                            |
| 3   | General de División                                  | Carlos Mata Figueroa    | Comandante general del Ejército Bolivariano | 2009                  | 8 de julio de 2010    | Ministro del Poder Popular para la Defensa |
| 4   | General en jefe                                      | Henry Rangel Silva      | Comandante general del Ejército Bolivariano | 8 de julio de 2010    | 6 de enero de 2012    | Ministro del Poder Popular para la Defensa |
| 5   | Mayor General                                        | Wilmer Barrientos       | Rector de la UNEFA                          | 4 de julio de 2012    | 25 de octubre de 2014 | Ministro del Poder Popular de Industrias   |
| 6   | General en Jefe                                      | Vladimir Padrino López  | Segundo Comandante del Ejército Bolivariano | 25 de octubre de 2014 | 20 de junio de 2017   | Ministro del Poder Popular para la Defensa |
| 7   | Almirante en Jefe                                    | Remigio Ceballos        |                                             | 20 de junio de 2017   | 10 de julio de 2021   |                                            |
| 8   | General en Jefe                                      | Domingo Hernández Lárez | Comandante general del Ejército Bolivariano | 10 de julio de 2021   | En el cargo           |                                            |

## Misión y Visión

### Misión
El Comando Estratégico Operacional planifica, programa, dirige, ejecuta y controla el proceso estratégico operacional específico, conjunto y combinado de la Fuerza Armada Nacional Bolivariana, con ámbito de actuación en el espacio geográfico y aeroespacial de la nación, conforme a los acuerdos o tratados suscritos y ratificados por la República, con el fin de garantizar la seguridad, la independencia y la soberanía de la nación.

### Visión
Ser reconocido como el máximo órgano de planificación y control estratégico operacional, específico, conjunto y combinado de la Fuerza Armada Nacional Bolivariana, sustentado en el Concepto Estratégico, la Doctrina Militar Bolivariana y la consolidación de la Unión Cívico-Militar, con ámbito de actuación en el espacio geográfico y aeroespacial de la Nación, conforme a los acuerdos o tratados suscritos y ratificados por la República, con el fin de garantizar la Defensa Integral de la Nación.

## Sistema Defensivo Territorial
El Sistema Defensivo Territorial es una doctrina militar defensiva de Venezuela que se define como "conjunto de medidas y actividades patriótico-bolivarianas, jurídicas, de protección civil, económicas, militares, de seguridad y orden interno, de seguridad ciudadana, ambientales, diplomáticas y los órganos, entidades y empresas que las implementan desde tiempo de paz y ejecutan en situaciones excepcionales, en los niveles nacional, regional, estatal, municipal, parroquial y comunal, tanto en el campo de la lucha armada, como en el de la no armada".
Tras la entrada en vigencia de la Ley Orgánica de la Fuerza Armada Nacional Bolivariana del año 2009, el Sistema Defensivo Territorial se distribuyó en Regiones Estratégicas de Defensa Integral (REDI), Zonas Operativas de Defensa Integral (ZODI) y Áreas de Defensa Integral (ADI).

### Región Estratégica de Defensa Integral (REDI)
Es un espacio delimitado con unas características geográficas más o menos comunes y de valor estratégico para la defensa, que se define como: "una agrupación territorial de fuerzas y medios en un espacio del territorio nacional con características geoestratégicas, (...) sobre la base de la concepción estratégica defensiva nacional para planificar, conducir y ejecutar operaciones de defensa integral, a fin de garantizar la independencia, la soberanía, la seguridad, la integridad del espacio geográfico y el desarrollo nacional". En el año 2009 se crearon cinco regiones:
1. REDI Central
2. REDI Occidental
3. REDI Oriental
4. REDI Los Llanos
5. REDI Guayana

Posteriormente, se creó la REDI Marítima Insular, incluyendo al estado Nueva Esparta, las Dependencias Federales y el control de la zona económica exclusiva de Venezuela en el Mar Caribe; la REDI Los Andes, producto de la división geográfica de la REDI Occidental, para crear una región entre los estados Mérida, Trujillo y Táchira; y por último, se creó la REDI Capital, producto de la división de la REDI Central, creando una región militar única para los estados Miranda, Vargas y el Distrito Capital. Actualmente, el Sistema Defensivo Territorial venezolano está conformado por ocho Regiones Estratégicas de Defensa Integral (REDI) y estas a su vez se dividen en Zonas Operativas de Defensa Integral (ZODI).

### Zona Operativa de Defensa Integral (ZODI)
Es un espacio geográfico que coincide con los territorios de los estados federales de Venezuela (con excepción de las cuatro ZODI de la REDI Marítima Insular, que se subdivide en: ZODI Occidental, ZODI Central, ZODI Oriental y ZODI Atlántica) y que se define como: "una agrupación territorial de fuerzas y medios, en un espacio geográfico comprendido en una Región Estratégica de Defensa Integral, que puede coincidir con uno o varios estados donde se conducirán las operaciones para la defensa integral y la misma estará a cargo de un o una Oficial y tendrán un Estado Mayor, así como los elementos operativos y de apoyo necesarios para el cumplimiento de su misión". Actualmente, el Sistema Defensivo Territorial venezolano está conformado por veintiocho Zonas Operativas de Defensa Integral. Las Zonas Operativas de Defensa Integral (ZODI) se subdividen en Áreas de Defensa Integral (ADI).

### Área de Defensa Integral (ADI)
Es la unidad de menor tamaño del Sistema Defensivo Territorial de Venezuela, en ellas recaen el empleo táctico de las unidades y medios dispuestos para la tarea que desempeñan. Se definen como: "una agrupación territorial de fuerzas y medios, en un espacio geográfico contenido en una Zonas Operativas de Defensa Integral, que puede coincidir con uno o varios municipios, donde se conducirán las operaciones para la defensa integral, el cual estará a cargo de un Oficial y tendrá un Estado Mayor o Plana Mayor, así como los elementos operativos y apoyo necesarios para el cumplimiento de su misión". Actualmente, el Sistema Defensivo Territorial venezolano está conformado por noventa y nueve Áreas de Defensa Integral.

## Estructura
El CEOFANB tiene una estructura central de doctrina, planeamiento y control de las operaciones militares en todos los espacios del territorio de Venezuela; y una estructura territorial y jerárquica de acuerdo al Sistema Defensivo Territorial. La estructura central está compuesta por el Comando y sus órganos de asesoría, planificación y supervisión de la siguiente forma:

### Comando
- Segundo Comando y Jefatura del Estado Mayor

Su función es planificar y asesorar al Comandante Estratégico Operacional, en todo lo relacionado con equipamiento, adiestramiento y ejecución de las operaciones designadas, con el fin de garantizar la independencia y soberanía de la nación, asegurando los espacios geográficos mediante la defensa militar.
Según la Ley Orgánica de la Fuerza Armada Nacional Bolivariana, en su Art. 42 del Segundo Comandante y Jefe de Estado Mayor Conjunto del Comando Estratégico Operacional, establece lo siguiente: “El Segundo Comandante del Comando Estratégico Operacional, le corresponde desarrollar la dirección de la Jefatura del Estado Mayor Conjunto y la Elaboración de los Planes que se decidan en materia militar, depende directamente de él o la Comandante Estratégico Operacional”.
- Ayudantía General

Su función es brindar apoyo efectivo y oportuno al Comandante Estratégico Operacional, así como los servicios requeridos para asegurar la trasmisión y recepción de órdenes, la comunicación y enlace con las Direcciones del Estado Mayor Conjunto, las Zonas Operativas de Defensa Integral y las Áreas de Defensa Integral.
- Comando de Defensa Aeroespacial e Integral (CODAI)

Funciones
1. Comandar, ejecutar, controlar y supervisar las operaciones defensivas aeroespaciales y de guerra de resistencia.
2. Planificar y ejecutar a nivel Estratégico Operacional las operaciones de Defensa Aeroespacial Integral.
3. Notificar al Escalón Superior, las incursiones de aviones que violen el Espacio Aéreo.
4. Coordinar con el Comando de Aéreo de Operaciones (CAO) la utilización de los medios aéreos asignados.
5. Ejercer el control del Espacio Aéreo en caso de estado de excepción.
6. Controlar el desempeño del Sistema de la Defensa Aeroespacial Integral y evaluar los reportes de estado del mismo.
7. Evaluar las actividades y capacidades de las Unidades que conforman el Comando de Defensa Aeroespacial Integral (CODAI) en el cumplimiento de sus respectivas misiones y ordenar las acciones pertinentes.

- Comando Logístico Operacional (COLOP)

El Puesto General de Comando es el órgano del Comando Estratégico Operacional mediante el cual el Comandante en Jefe, el ministro del Poder Popular para la Defensa y el Comandante Estratégico Operacional, ejercen el comando y control de las operaciones militares y/o cívico-militares en tiempo de paz o durante el estado de excepción, en el ámbito nacional e internacional, para enfrentar cualquier agresión militar o emergencia causada por catástrofe o desastre.
- Puesto General de Comando (PGC)

Funciones
1. Ejecutar la alerta oportuna a los Puestos de Comando de las REDI y unidades de la reserva estratégica, para el paso a los diferentes grados de apresto operacional y sobre el peligro aéreo.
2. Recibir los datos iniciales de información sobre las novedades del enemigo externo e interno, procesarlos y aportar la información de inteligencia a quien se
3. Recibir información sobre hechos extraordinarios, suministrarla de inmediato a quien corresponda y efectuarle seguimiento.
4. Mantenerse informado sobre las operaciones militares terrestre, naval y aérea que se estén ejecutando, así como de la presencia de unidades realizando ejercicios o maniobras.
5. Dirigir el cumplimiento de los planes especiales para descarga de material de guerra en puertos y aeropuertos, elecciones y otros.
6. Dirigir las actividades de búsqueda, salvamento y rescate de personas involucradas en accidentes navales y aéreos sobre el territorio nacional y en las aguas adyacentes.
7. Conocer la situación radiactiva, biológica y química, e informar de inmediato cualquier anormalidad.
8. Informarse sobre las condiciones meteorológicas.
9. Controlar las transportaciones militares.
10. Estar al tanto de accidentes y desastres naturales, sus implicaciones y de la gestión local para reducir su influencia.
11. Medidas de seguridad y de Orden Interno.
12. Operaciones militares.

### Direcciones Conjuntas

#### Dirección Conjunta de Operaciones
MISIÓN:Planificar, dirigir, coordinar, controlar y supervisar las operaciones militares así como las actividades relacionadas con el apresto operacional; con el fin de contribuir en el proceso de toma de decisiones del Comandante Estratégico Operacional de la Fuerza Armada Nacional Bolivariana (CEOFANB) para la Defensa Integral de la Nación.
FUNCIONES:
1. Asesorar al Comandante Estratégico Operacional, en lo referente a la organización y empleo operacional de las unidades de la Fuerza Armada Nacional Bolivariana (FANB) con la finalidad de contribuir con el proceso de toma de decisiones para que el mismo sea eficiente y oportuno.
2. Dirigir los procesos de desarrollo y perfeccionamiento de la preparación del país para la Defensa Integral.
3. Participar activamente en el proceso de preparación y actualización de las operaciones estratégicas así como en las operaciones.
4. Proponer el empleo de las tropas, particularmente las de infantería y blindados, el carácter de la maniobra y la composición de las agrupaciones de tropas.
5. Dirigir la preparación operativa de los Estados Mayores, los Jefes de REDI, Comandantes de ZODI y ADI, Oficiales, Órganos de Dirección y Mando de Nivel Estratégico y Operativo.
6. Tomar parte activa en el perfeccionamiento de la estrategia y arte operativo militar.
7. Dirigir la planificación del desarrollo perspectivo de la FANB.
8. Dirigir la organización y equipamiento de las tropas y proponer las prioridades en la adquisición de material de guerra.
9. Proponer el contingente de tropas necesario para asegurar la defensa, la envergadura de los componentes, la parte de los mismos permanentes, reducidos o de cuadro y la reserva.
10. Dirigir el perfeccionamiento del Sistema Defensivo Territorial.
11. Organizar el apresto operacional de las unidades y del propio Aparato de Dirección Central.
12. Proponer la organización de la Dirección del País para la Defensa y participar activamente en su materialización.
13. Dirigir los trabajos de estudio y acondicionamiento operacional del Teatro de la Guerra.
14. Coordinar el Enmascaramiento Operativo y la Seguridades.
15. Controlar permanentemente la situación operativa y mantener informados a los jefes con derecho a ello.
16. Responder por la alerta oportuna y la dirección del despliegue operativo de las unidades.
17. Planificar, controlar y dirigir las operaciones militares conjuntas a fin de garantizar la Defensa Integral de la Nación.
18. Elaborar y supervisar la ejecución de las órdenes y planes de empleo, emanados por el Comandante Estratégico Operacional de la Fuerza Armada Nacional Bolivariana (CEOFANB) hacia las Regiones Estratégica Defensa Integral (REDI) y la Reserva Estr9.	Proponer el contingente de tropas necesario para asegurar la defensa, la envergadura de los componentes, la parte de los mismos permanentes, reducidos o de cuadro y la reserva.
19. Dirigir el perfeccionamiento del Sistema Defensivo Territorial.
20. Organizar el apresto operacional de las unidades y del propio Aparato de Dirección Central.
21. Proponer la organización de la Dirección del País para la Defensa y participar activamente en su materialización.
22. Dirigir los trabajos de estudio y acondicionamiento operacional del Teatro de la Guerra.
23. Coordinar el Enmascaramiento Operativo y la Seguridad.
24. Controlar permanentemente la situación operativa y mantener informados a los jefes con derecho a ello.
25. Responder por la alerta oportuna y la dirección del despliegue operativo de las unidades.
26. Planificar, controlar y dirigir las operaciones militares conjuntas a fin de garantizar la Defensa Integral de la Nación.
27. Elaborar y supervisar la ejecución de las órdenes y planes de empleo, emanados por el Comandante Estratégico Operacional de la Fuerza Armada Nacional Bolivariana (CEOFANB) hacia las Regiones Estratégica Defensa Integral (REDI) y la Reserva Estratégica.
28. Supervisar periódicamente el Apresto Operacional y la organización en las unidades operativas de la Fuerza Armada Nacional Bolivariana. (FANB)
29. Supervisar y controlar, de acuerdo a la tecnología existente, los Puestos de Comando de las unidades de la Fuerza Armada Nacional Bolivariana, ajustadas a los Planes emanados por este Comando de Operaciones Conjuntas.
30. Planificar, controlar y dirigir las Operaciones Militares que ejecutan las REDI y la Reserva Estratégica.
31. Preparar las recomendaciones y la decisión para su presentación al Comandante Estratégico Operacional.
32. Formular las órdenes para el planteamiento de misiones a las REDI, supervisar las destinadas a las unidades de la # Reserva Estratégica y elaborar las tablas de poderío relativo de combate.
33. Organizar el control del cumplimiento de las órdenes del Comandante Estratégico Operacional, dadas a las REDI y unidades de la Reserva Estratégica.
34. Elaborar los partes y resúmenes operativos y presentarlos al Jefe de Estado Mayor Conjunto.

#### Dirección Conjunta de Adiestramiento
Su misión es supervisar, controlar y orientar las diferentes actividades de Adiestramiento de Combate y fortalecimiento de la Identidad Nacional y Ética dirigidas a los Comandantes, Estados Mayores, Planas Mayores, Oficiales, Tropas y Unidades Militares de la Fuerza Armada Nacional Bolivariana.

#### Dirección Conjunta de FAES
MISIÓN:
Planificar, ejecutar, controlar y conducir las operaciones militares ejecutadas por las fuerzas especiales y tropas de acción rápida de la FANB. Estudiar las técnicas y tácticas de combate de Fuerzas Especiales con la finalidad de neutralizar, contrarrestar y desactivar cualquier acción, situación o amenaza interna o externa que atente contra la garantía e independencia y soberanía de la Nación.
Funciones:
1. Planificar las estrategias y medios necesarios para el desarrollo de las operaciones militares ordenadas por el Comandante Estratégico Operacional, que por sus características y complejidad deben ser llevadas a cabo por las Fuerzas Especiales y las Tropas de Acción Rápida de la FANB.
2. Ejecutar las operaciones militares ordenadas por el Comandante Estratégico Operacional, donde las Fuerzas de Acción Especial sean requeridas para el cumplimiento de misiones estratégicas que comprometan la seguridad y estabilidad de la Nación.
3. Controlar las operaciones militares ordenadas por el Comandante Estratégico Operacional, llevando a cabo una supervisión constante desde el momento de la planificación hasta la etapa del cumplimiento de la misión de las unidades empeñadas en las misiones asignadas. Para esto establecerá un centro de operaciones tácticas (semi permanente) para dirigir la misión.
4. Actualizar de manera permanente según los nuevos avances y doctrinas de las tácticas, estrategias, material y equipos requeridos para mejorar el desempeño de las unidades de las Fuerzas de Acción Especial, y de esta forma mantener en la medida de las posibilidades un nivel de optimización en el desempeño de las tareas impuestas por el Comando Estratégico Operacional.
5. Coordinar con los cuerpos de seguridad del estado pertenecientes al MPPIJP, el empleo estratégico de sus unidades de Fuerzas de Acción Especial, en el caso de que el presidente de la República Bolivariana de Venezuela y Comandante en Jefe de la FANB, ordene la ejecución de operaciones especiales de carácter estratégico donde se vea comprometido la estabilidad, libertad y seguridad del territorio nacional y la soberanía de la Nación.
6. Estudiara y asesorara al Comandante Estratégico Operacional, en el desempeño, empleo y estrategias donde se requiera la intervención de las unidades de las Fuerzas de Acción Especial.

#### Dirección Conjunta de Administración
Funciones
Asesorar al Comandante Estratégico Operacional en todos los asuntos relacionados con la ejecución financiera del Presupuesto Ley asignado.
1. Ejecutar el Presupuesto Ley asignado al Comando Estratégico Operacional.
2. Programar la ejecución física y financiera del presupuesto de gastos del Comando Estratégico Operacional.
3. Velar porque se cumplan la disposición del Comando y las funciones de todas las áreas que la integran, a fin de lograr el cabal cumplimiento de las metas y proyectos establecidos, dentro del ordenamiento jurídico vigente.
4. Preparar y tramitar ante el Órgano competente las modificaciones presupuestarias que sean necesarias.
5. Adquirir bienes y servicios necesarios para el funcionamiento de las dependencias que conforman el Comando Estratégico Operacional.
6. Efectuar el pago de todos los comprobantes que con cargo a presupuesto, que sea ordenado por el Comandante Estratégico Operacional, de acuerdo con las leyes, reglamentos y normas que rigen la materia administrativa.
7. Cancelar mediante las distintas formas de pago indicadas en la ley, los viáticos y pasajes del personal militar y civil orgánico en comisión de servicio del Comando Estratégico Operacional.
8. Solicitar en la institución bancaria, las aperturas de las cuentas corrientes, cambios o actualizaciones de firmas al inicio de cada ejercicio fiscal, así como cierre de las mismas al finalizar los mismos.
9. Llevar la contabilidad de la ejecución financiera del presupuesto de gastos del Comando Estratégico Operacional, de acuerdo a las normas y reglamentos vigentes.
10. Registrar todos los recibos, facturas y demás comprobantes que soporten el gasto con cargo al presupuesto del Comando Estratégico Operacional.
11. Planificar, coordinar, ejecutar y controlar las adquisiciones de bienes y servicios para el funcionamiento de todas las Direcciones Conjuntas del Comando Estratégico Operacional.

#### Dirección Conjunta de Apoyo y Desarrollo Nacional
Funciones
1. Asesorar al Comandante Estratégico Operacional en todo lo relativo a la participación activa y el apoyo de la FANB en el Desarrollo Nacional, situación de los Estados de Excepción y Contingencia.
2. Evaluar la situación geopolítica del país en cuanto al Desarrollo Nacional, su Defensa Integral y la participación activa y apoyo de la FANB en mencionado desarrollo, a través del análisis estratégico de la situación de las REDI.
3. Direccionar conjuntamente con las dependencias adscritas al CEOFANB la conducción de planes y políticas que coadyuven la participación activa y el apoyo de la FANB en el Desarrollo Nacional, conjuntamente con otros entes del Estado.
4. Establecer las coordinaciones conducentes a la participación activa de la FANB en el Desarrollo Nacional conjuntamente con las otras dependencias del Ministerio del Poder Popular para la Defensa y demás entes del Estado.
5. Coordinar y perfeccionar los mecanismos de la FANB, con los órganos del Poder Público y demás entes encargados de las actividades vinculadas con misiones y grandes misiones presidenciales como parte del apoyo al Desarrollo Nacional.

#### Dirección Conjunta de Ciberdefensa
Su función es planificar, proteger, neutralizar, sincronizar y conducir las Operaciones de CIBERDEFENSA con el fin de asegurar la integridad de las Redes de Sistemas Informáticos y de Telecomunicaciones del Comando Estratégico Operacional, así como también responder a los posibles ciberataques, amenazas y agresiones que puedan afectar a los sistemas de mando y control, infraestructura crítica, sistemas de armas y la seguridad de la información de la Fuerza Armada Nacional Bolivariana y demás organismos de interés estratégico nacional, asegurando el uso del ciberespacio y negándolo al enemigo.

#### Dirección de Comunicaciones
Su Misión es ejercer la rectoría metodológica, doctrinaria y funcional de las comunicaciones dentro del sector Defensa, así como planificar, administrar, operar, proteger, mantener y promover la investigación y desarrollo de las comunicaciones en la Fuerza Armada Nacional Bolivariana en coordinación con otros entes del Estado vinculados a esta esfera para coadyuvar al desarrollo de la Defensa Integral de la Nación.

#### Dirección Conjunta de Doctrina
Funciones
1. Asesorar al Comandante Estratégico Operacional de la Fuerza Armada Nacional Bolivariana en el desarrollo, diseño y formulación de la doctrina militar.
2. Investigar y estudiar experiencias nacionales y de otros países, como base para el desarrollo de una doctrina autóctona.
3. Analizar y someter a consideración del Comandante Estratégico Operacional los aspectos doctrinarios que contribuyan al mejoramiento de la doctrina militar de la Fuerza Armada Nacional Bolivariana.
4. Evaluar y actualizar los aspectos doctrinarios que puedan generar discrepancia, con el fin de unificar criterios que coadyuven al mejoramiento de la doctrina militar de la Fuerza Armada Nacional Bolivariana.
5. Desarrollar la doctrina de empleo del equipamiento tecnológico en función al concepto estratégico militar de la guerra popular prolongada.
6. Difundir la doctrina militar en la Fuerza Armada Nacional Bolivariana, así como controlar y supervisar su cumplimiento.
7. Cumplir con cualquier otro aspecto doctrinario que ordene el Comandante Estratégico Operacional.

- Dirección Conjunta de Fuerza Choque
- Dirección Conjunta de Artillería
- Dirección de Geografía y Cartografía
- Dirección Conjunta de Ingeniería
- Dirección Conjunta de Inteligencia Militar
- Dirección Conjunta de Orden Interno
- Dirección Conjunta de Personal
- Dirección Conjunta de Planificación

## Comandantes
Según la última resolución del Ministerio del Poder Popular para la Defensa los comandantes del Comando Estratégico operacional en sus REDI y ZODI son los siguientes:
| REDI OCCIDENTAL                          | REDI OCCIDENTAL                         | REDI OCCIDENTAL                          | COMPONENTE                   |
| ---------------------------------------- | --------------------------------------- | ---------------------------------------- | ---------------------------- |
| COMANDANTE DE REDI                       | M/G Renier Enrique Urbáez Fermín        | M/G Renier Enrique Urbáez Fermín         | Ejército Bolivariano         |
|                                          |                                         |                                          |                              |
| ZODIS                                    | SEDE                                    | COMANDANTE                               | COMPONENTE                   |
| ZODI N° 11 ZULIA                         | Maracaibo                               | G/D Henry David Rodríguez Martínez       | Ejército Bolivariano         |
| ZODI N° 13 LARA                          | Barquisimeto                            | G/D Rafael David Prieto Martínez         | Ejército Bolivariano         |
| ZODI N° 12 FALCÓN                        | Coro                                    | G/D José Alfredo Rivera Bastardo         | Guardia Nacional Bolivariana |
|                                          |                                         |                                          |                              |
| REDI LOS ANDES                           | REDI LOS ANDES                          | REDI LOS ANDES                           | COMPONENTE                   |
| COMANDANTE DE REDI                       | M/G Manuel Enrique Castillo Rengifo     | M/G Manuel Enrique Castillo Rengifo      | Ejército Bolivariano         |
|                                          |                                         |                                          |                              |
| ZODIS                                    | SEDE                                    | COMANDANTE                               | COMPONENTE                   |
| ZODI N° 21 TÁCHIRA                       | San Cristóbal                           | G/D José Gregorio Martínez Campos        | Ejército Bolivariano         |
| ZODI N° 22 MÉRIDA                        | Mérida                                  | G/D Rubén Darío Belzares Escobar         | Ejército Bolivariano         |
| ZODI N° 23 TRUJILLO                      | Trujillo                                | G/D Donato Francesco Tenore Damiani      | Ejército Bolivariano         |
|                                          |                                         |                                          |                              |
| REDI LOS LLANOS                          | REDI LOS LLANOS                         | REDI LOS LLANOS                          | COMPONENTE                   |
| COMANDANTE DE REDI                       | M/G Sidney Ramón Lazaro Partidas        | M/G Sidney Ramón Lazaro Partidas         | Aviación Militar Bolivariana |
|                                          |                                         |                                          |                              |
| ZODIS                                    | SEDE                                    | COMANDANTE                               | COMPONENTE                   |
| ZODI N° 33 PORTUGUESA                    | Guanare                                 | G/D José Gregorio Escalona Briceño       | Ejército Bolivariano         |
| ZODI N° 34 COJEDES                       | San Carlos                              | G/D Miguel Oscar Cuadros                 | Guardia Nacional Bolivariana |
| ZODI N° 32 BARINAS                       | Barinas                                 | G/D José Rafael Serrano Gotera           | Ejército Bolivariano         |
| ZODI N° 35 GUÁRICO                       | San Juan                                | G/D Jonás Gerardo Páez Cabrera           | Guardia Nacional Bolivariana |
| ZODI N° 31 APURE                         | San Fernando                            | G/D Wilfredo Alexander Medrano Machado   | Ejército Bolivariano         |
|                                          |                                         |                                          |                              |
| REDI CENTRAL                             | REDI CENTRAL                            | REDI CENTRAL                             | COMPONENTE                   |
| COMANDANTE DE REDI                       | M/G José Antonio Murga Baptista         | M/G José Antonio Murga Baptista          |                              |
|                                          |                                         |                                          |                              |
| ZODIS                                    | SEDE                                    | COMANDANTE                               | COMPONENTE                   |
| ZODI N° 42 YARACUY                       | San Felipe                              | G/D Héctor Manuel Mora Pérez             | Ejército Bolivariano         |
| ZODI N° 45 CARABOBO                      | Valencia                                | G/D Luis Eduardo Bustamante Pernía       | Ejército Bolivariano         |
| ZODI N° 44 ARAGUA                        | Maracay                                 | G/D Edward Stivens Betancourt Gudiño     | Ejército Bolivariano         |
|                                          |                                         |                                          |                              |
| REDI CAPITAL                             |                                         |                                          |                              |
| COMANDANTE DE REDI                       | M/G Javier José Marcano Tábata          | M/G Javier José Marcano Tábata           | Ejército Bolivariano         |
|                                          |                                         |                                          |                              |
| ZODIS                                    | SEDE                                    | COMANDANTE                               | COMPONENTE                   |
| ZODI N°81 CAPITAL                        | Caracas                                 | G/D Orlando Ramón Romero Bolívar         | Ejército Bolivariano         |
| ZODI N°83 MIRANDA                        | Guarenas                                | G/D Johan Alexander Hernández Lárez      | Ejército Bolivariano         |
| ZODI N° 82 LA GUAIRA                     | La Guaira                               | V/A Ashraf Abdel Hadi Suleimán Gutiérrez | Armada Bolivariana           |
|                                          |                                         |                                          |                              |
| REDI ORIENTAL                            |                                         |                                          |                              |
| COMANDANTE DE REDI                       | M/G Winder Enrique González Urdaneta    | M/G Winder Enrique González Urdaneta     | Guardia Nacional Bolivariana |
|                                          |                                         |                                          |                              |
| ZODIS                                    | SEDE                                    | COMANDANTE                               | COMPONENTE                   |
| ZODI N° 51 MONAGAS                       | Maturín                                 | G/D Ernesto Edmundo Pérez Mota           | Ejército Bolivariano         |
| ZODI N° 52 ANZOÁTEGUI                    | Puerto la Cruz                          | G/D Omar Enrique Pérez La Rosa           | Ejército Bolivariano         |
| ZODI N° 53 SUCRE                         | Cumaná                                  | V/A Luciano Francisco Fernández          | Armada Bolivariana           |
|                                          |                                         |                                          |                              |
| REDI GUAYANA                             |                                         |                                          |                              |
| COMANDANTE DE REDI                       | M/G Alfredo Román Parra Yarza           | M/G Alfredo Román Parra Yarza            | Ejército Bolivariano         |
|                                          |                                         |                                          |                              |
| ZODIS                                    | SEDE                                    | COMANDANTE                               | COMPONENTE                   |
| ZODI N° 61 DELTA AMACURO                 | Tucupita                                | G/D Adolfo Ramón Urribarri Monagas       | Guardia Nacional Bolivariana |
| ZODI N\| 62 BOLÍVAR                      | Ciudad Bolívar                          | G/D Julmer Rafael Ochoa Romero           | Ejército Bolivariano         |
| ZODI N° 63 AMAZONAS                      | Pto Ayacucho                            | G/D José Ramón Maita González            | Ejército Bolivariano         |
| ZODI N° 64 GUAYANA ESEQUIBA              |                                         | G/D Henry González Velásquez             | Ejército Bolivariano         |
|                                          |                                         |                                          |                              |
| REDI MARÍTIMA E INSULAR                  | REDI MARÍTIMA E INSULAR                 | REDI MARÍTIMA E INSULAR                  | COMPONENTE                   |
| COMANDANTE DE REDI                       | Almirante Neil Jesús Villamizar Sánchez | Almirante Neil Jesús Villamizar Sánchez  | Armada Bolivariana           |
|                                          |                                         |                                          |                              |
| ZODIS                                    | SEDE                                    | COMANDANTE                               | COMPONENTE                   |
| ZODI N° 71 NUEVA ESPARTA                 | La Asunción                             | V/A Gustavo Adolfo Blanco Sáez           | Armada Bolivariana           |
| ZODI N° 72 MARITIMA E INSULAR OCCIDENTAL |                                         | V/A Andrés Eloy Arbelaez Duarte          | Armada Bolivariana           |
| ZODI N° 73 MARITIMA E INSULAR CENTRAL    |                                         | V/A Armando Gabriel Milano Hernández     | Armada Bolivariana           |
| ZODI N° 74 MARITIMA E INSULAR ORIENTAL   |                                         | V/A Freddy Alberto Segovia Carvallo      | Armada Bolivariana           |
| ZODI N°75 MARITIMA E INSULAR ATLÁNTICA   |                                         | V/A Willam Ricardo Moreno Vanegas        | Armada Bolivariana           |